# Naturschutzgebiet Sulzheimer Gipshügel
Das Naturschutzgebiet Sulzheimer Gipshügel ist ein Naturschutzgebiet und ausgewiesenes Geotop bei Sulzheim, im unterfränkischen Landkreis Schweinfurt in Bayern.

## Lage
Das Naturschutzgebiet befindet sich etwa 1,6 Kilometer nordöstlich von Sulzheim auf etwa 218 m ü. NHN.

## Beschreibung

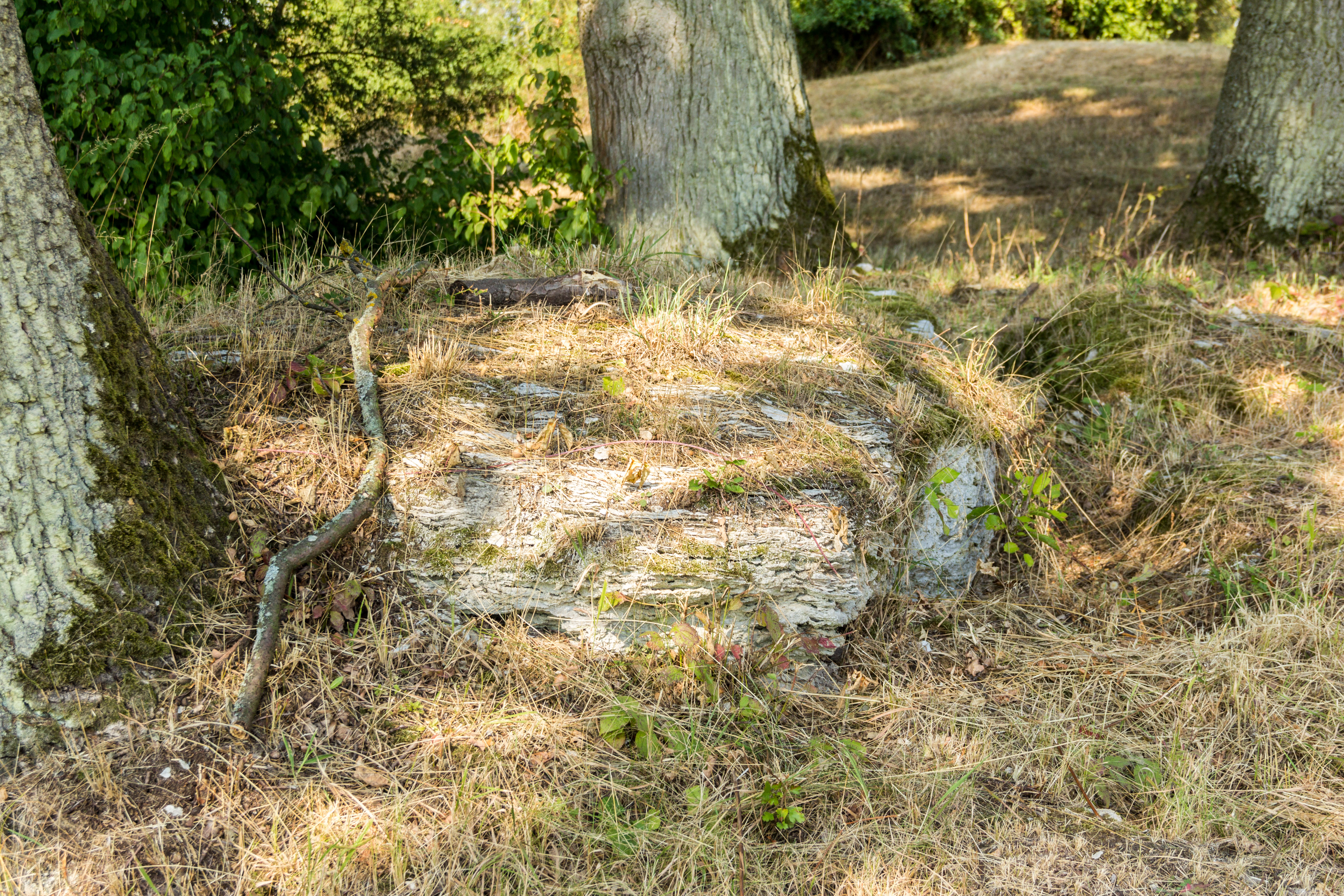
Gipsaufschluss

Das Gebiet liegt zu beiden Seiten des Unkenbaches. Auf nahezu der gesamten Fläche sind die Wellen und Buckel zu erkennen, die vom verkarsteten Gipsfels unter einer dünnen und wasserdurchlässigen Bodenauflage gebildet werden.
Die Sulzheimer Gipshügel haben als Standort für seltene Florengemeinschaften (v. a. postglaziale Steppenvegetation) ökologische Bedeutung. Bedingt durch den karstigen und trockenen Untergrund hat sich hier ein Trockenrasen-Gebiet (Steppenheide) als Relikt einer nacheiszeitlichen Steppenvegetation erhalten, die mit ihren seltenen Pflanzen- und Tierarten am 5. Juli 1979 unter Naturschutz gestellt wurde.
Es entstanden hier durch Gipslaugung und Subrosion Erdfälle und Dolinen sowie pilzförmige Härtlinge aus Gipsstein und Grottschichten. Die Subrosionslandschaft ist vom Bayerischen Landesamt für Umwelt als geowissenschaftlich wertvolles Geotop (678R005) ausgewiesen. Es zählt zu den 100 schönsten Geotopen in Bayern.
Das Gebiet wird durch einen Rundweg erschlossen, der am Gips Informationszentrum in Sulzheim beginnt.

## Flora und Fauna
Als Standort für seltene Florengemeinschaften besitzt der Bereich große ökologische Bedeutung. In den Frühjahrsmonaten blühen Adonisröschen, Küchenschelle und Traubenhyazinthe.

## Geschichte
Das Schutzgebiet wurde von der Behörde am 1979 unter Schutz gestellt.